# 竈 (長崎)
竈（かまど）は、近世の長崎特有の世帯単位のひとつ。貿易都市長崎の住人には貿易配分銀が分配される仕組みがあったが、それは箇所と呼ばれる土地をもつ住人（箇所銀）と、借家に住む住人（竈銀）に支給された。この竈銀を支給する世帯単位が竈である。竈を構成するグループは血縁・縁者に限らず、様々な人を寄せ集めた擬制的家族（寄せ竈）もあった。また同じ竈に所属する住人が同居していないケースもあった。

## 竈銀と竈
近世日本において海外に開かれた貿易都市であった長崎では、オランダ人・唐人の商人と京・大阪などの商人が交易を行っていた。取引は長崎会所が介在する形で行われ、会所は関税的な取引収益を得ていた。その収益は幕府への運上金のほか、地下配分銀として地元住人へ年2回支給された。これが箇所銀と竈銀である。竈銀の史料上の初見は貞享2年（1685年）であるが、制度の成立は寛永18年（1641年）にみえる「惣町の助成」、あるいは寛文12年（1672年）に始まる市法商法の成立まで遡れると考えられる。
箇所銀が箇所とよばれる土地（架空の土地も含む）の所有者に分配されたのに対し、竈銀は貿易の繁忙期に周辺の郷から集まってくる借家人に対して分配されるもので、どちらも世帯ごとに分配された。ひとつの町に分配される竈銀の総額は定められており、竈の数やその構成人数はそれぞれの取り分に関わった。そのため竈を構成する擬制的家族は、町乙名が介入して人為的に調整された。寛文12年閏6月の調査によれば、市中の竈の総数は9,293竈で、総人数は40,025人である。

## 竈を構成するグループ
長崎には、長屋と呼ばれる集合住宅はなく、借家人が住むのは一軒家であった。ただし一軒家は1つの家族で借りるわけではなく、複数の家族が間借りをして生活していた。前述したように竈の数やその構成人数は取り分に関わるため、その調整は町乙名が行った。そのため1つの家族を複数の竈に分けたり、血のつながりのない転入者を加える、あるいは居住実体の伴わない名義的名乗りもあった。たとえば当初は竈の代表である竈主の家内（同居人の意味）と記された人物が、翌年には竈主の娘になることもあった。このように竈の実態は一般的にイメージされる家族とは異なり、竈銀を受給するための人工的かつ流動的な擬制的家族であった。